# Blossfeldia liliputana
Espèce
Statut de conservation UICN

 LC  : Préoccupation mineure
Blossfeldia liliputana Werdem est une espèce de Cactaceae appartenant au genre Blossfeldia, se trouvant au nord de l’Argentine et au sud de la Bolivie, et est le plus petit cactus du monde.
Le genre vient du nom du botaniste Harry Blossfeld et le nom de l’espèce vient du pays légendaire de Lilliput.

## Caractéristiques

### Appareil végétatif
C'est le plus petit des cactus. Il atteint la maturité florale alors que sa taille est inférieure à 1/2 cm et mesurera environ 1 cm à la fin de sa croissance. Il est de couleur vert foncé à brunâtre ou grisâtre et de forme soit globuleuse soit aplatie selon le degré d’hydratation. Les aréoles sont disposées en spirale et sont au nombre de 13 à 30. Elles ne comptent pas du tout d’épines mais de nombreux trichomes.
Les bourgeons sont logés dans les cavités des aréoles et ne débourrent presque jamais. B. liliputana peut par contre faire une division dichotomique du méristème apical et former ainsi deux branches. Les sujets présentent de fortes racines (3 à 5 cm) à tubercule.
Le cylindre cortical représente les ¾ du diamètre de la tige (le dernier quart est la moelle), constitué du parenchyme cortical où se fait le stockage d’eau. Le tissu conducteur est constitué de petites chambres étroites à épaississement en spirale et n’est pas présent dans la partie corticale.

### Appareil reproducteur
Les fleurs blanches, jaunâtres ou rosâtres ne dépassent pas 1,5 cm de long et 1 cm de diamètre. Elles sont disposées plus bas que l’apex de la plante. L’hypanthe est blanchâtre et ne mesure pas plus de 5 mm, avec le pédoncule, sur lequel sont présentes de petites écailles.

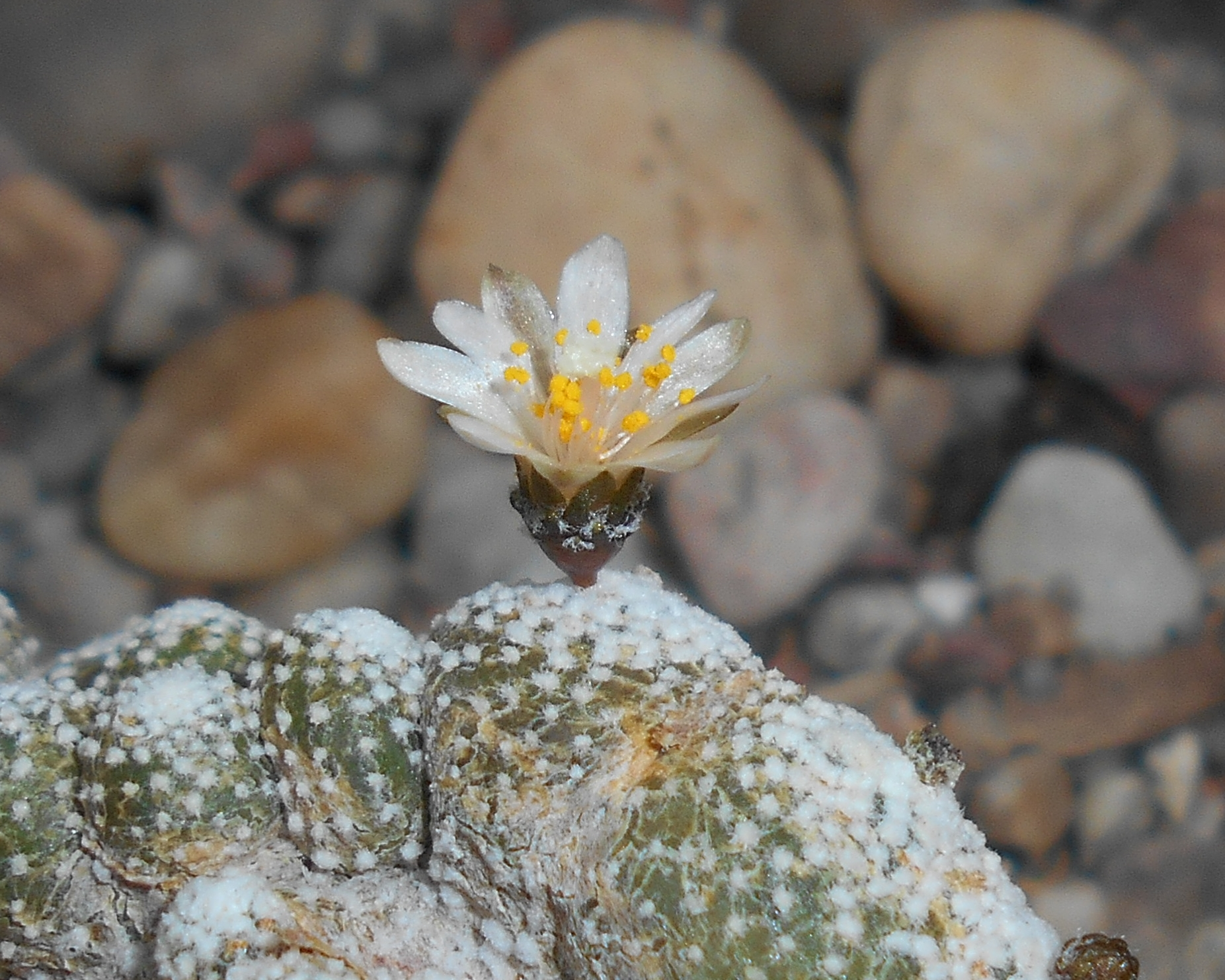
Fleur de Blossfeldia liliputana

Le fruit est assez petit (5 mm), ovoïde et légèrement duveteux. Il contient aux alentours de 150 graines. Ces dernières sont assez spéciales et uniques dans cette famille. Elles sont très petites (0,2 mm), presque comme de la poussière, et ont un arille presque aussi grand qu’elles. L’arille proviendrait du funicule (et serait donc un arille vrai) ou du raphé (et serait donc un strophiole). La gaine de la graine comporte des petits poils. 

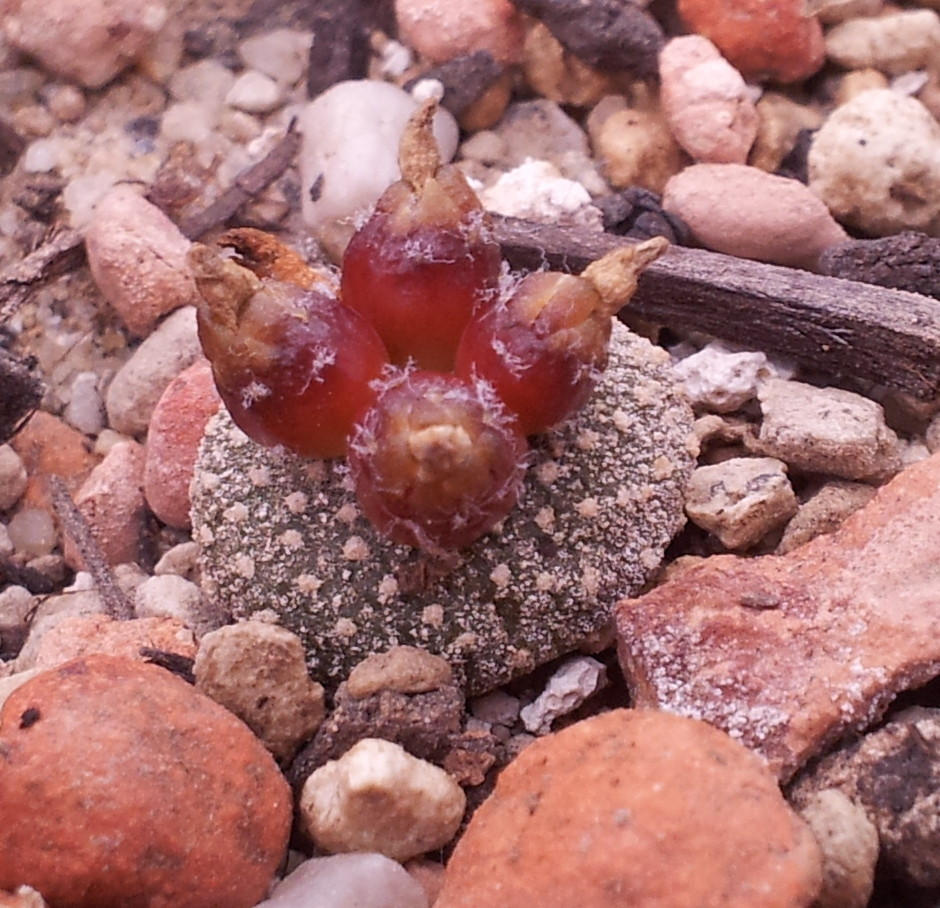
Fruits de Blossfeldia liliputana

### Particularités physiologiques
À la saison sèche, les tiges se dessèchent jusqu'à ressembler à des écailles collées au rocher. B. liliputana peut rester jusqu’à deux ans en dessiccation et reprendre sa croissance normalement, une fois réhydratée. C’est donc une plante dite de la résurrection ou poïkilohydrique. Ce cactus est d’ailleurs la seule plante succulente de la résurrection.
Cette caractéristique particulière est due au fait qu’il possède un épiderme avec une seule couche de cellule aux parois peu épaisses, peu cuticulisé et sans couche de cire, ce qui le rend assez flexible. Il n’y a pas de collenchyme hypodermique et les tissus conducteurs sont flexibles car ils ne sont pas sclérifiés. Tout cela permet à la plante de supporter la dessiccation.
Ce cactus est presque astomatique. La densité stomatique est de 0,6 stomate / mm, la densité stomatique la plus faible des plantes vasculaires terrestres. Ses stomates sont logés par petits groupes dans des petites logettes des aréoles dont l’entrée est protégée par de nombreux trichomes.
De plus, sont métabolisme est de type CAM qui lui permet, peu importe les conditions, de faire la fixation du CO2 la nuit. B. liliputana est hexaploïde et ses idioblastes ne contiennent pas d’oxalate de calcium, contrairement aux autres plantes.

## Taxonomie et classification

### Histoire du taxon et de la classifiacation
Le genre et l’espèce ont été découverts en 1936 par Harry Blossfeld (d’où le nom du genre) et Oreste Marsoner. L’espèce a ensuite été étudiée et décrite en 1937 par Erich Werdermann.
En:Oreste Marsoner

### Phylogénie

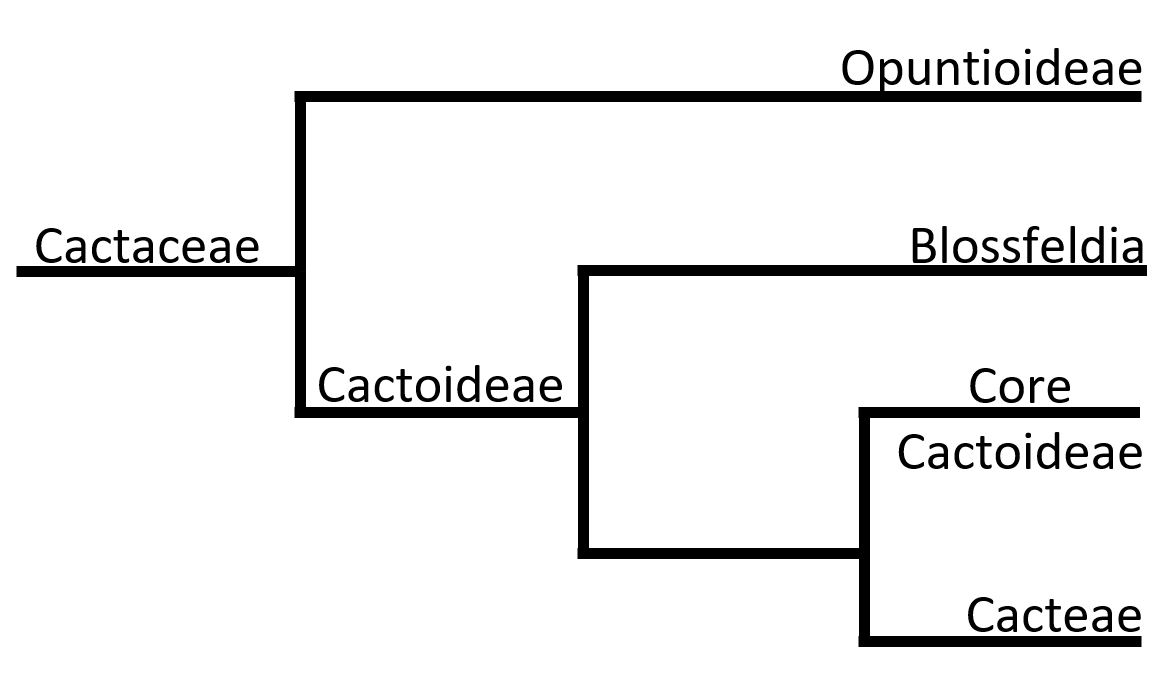
Phylogénie simplifiée des Cactaceae,,,

Quatre études sur la phylogénie des cactus montrent que Blossfeldia est à chaque fois dans la sous-famille des Cactoideae et que c’est la première branche à se séparer du reste dans ce clade,,,.
B. liliputana était classé dans la tribu des Notocacteae. Mais cette tribu est polyphylétique car elle contient Blossfeldia et certains Core Cactoideae (tels que Frailea et Copiapoa) et serait donc juste un clade avec des genres isolés difficiles à classer.

### Synonymes
Cinq autres espèces ont été décrites mais il semblerait que ce ne soient que des variétés et formes de B. liliputana. Le genre Blossfeldia serait donc monotypique.
Voici la liste des synonymes officiels de B. liliputana :
- Blossfeldia minima F. Ritter
- Blossfeldia pedicellata F. Ritter
- Blossfeldia atroviridis F. Ritter
- Blossfeldia campaniflora Backeb.
- Blossfeldia fechseri Backeb.

## Écologie

### Région d'origine

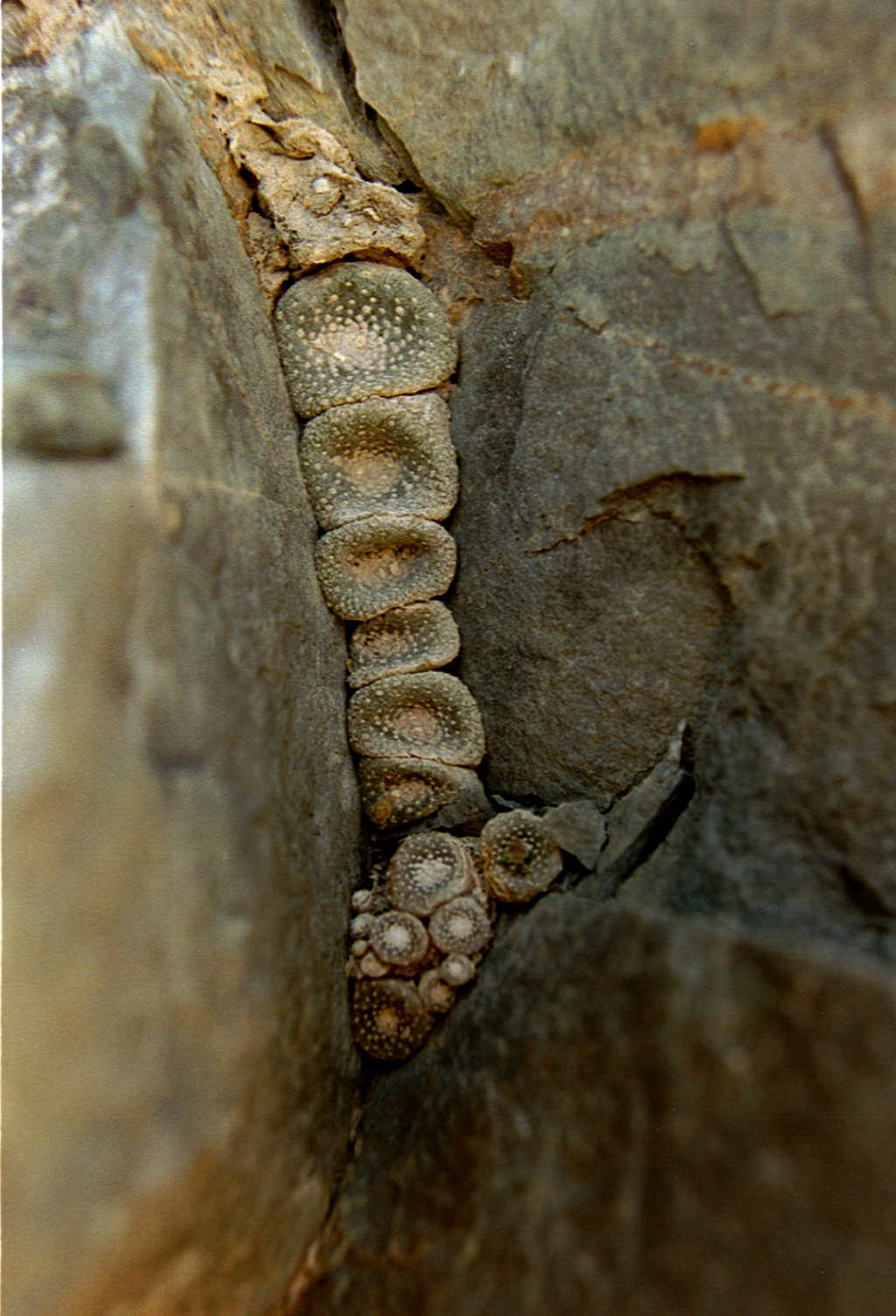
Habitat typique de Blossfeldia liliputana

B. liliputana croît dans les défilés rocheux du Nord de l'Argentine (Provinces San Juan, Mendoza, La Rioja, Catamarca, Salta et Jujuy) et du Sud de la Bolivie (Provinces Tarija, Potosi, Chuquisaca et Cochabamba),.

### Habitat
On le trouve entre 750 et 3 500 m d'altitude mais la majorité des populations se trouvent entre 1 200 et 2 000 m, dans des zones de type forestier tropical sec, arbustif tropical sec ou désertique. B. liliputana pousse généralement en un agrégat de nombreux individus (jusqu’à 150). Ces agrégats font jusqu’à 15 cm de diamètre et sont assez éparses sur l’aire de répartition,.
Ce cactus ne tolère pas bien l’ensoleillement direct et est donc souvent trouvé à l’ombre dans des petites crevasses et fissures dans la roche avec un peu de sol fin, souvent sur des versants Sud (moins ensoleillés dans l’hémisphère Sud). Il pousse généralement sur des pentes abruptes, presque verticales, et souvent proche des chutes d'eau. À un endroit par contre (dans la province Jujuy en Argentine), on le retrouve sur des pentes un peu plus douces avec de la végétation dense et dans l’ombre de rochers, ce qui diffère de ses habitats habituels.

### Cycle de vie
Les fleurs peuvent rester fermées quand les organes reproducteurs sont matures et, dès lors, s’autoféconder. Ce cactus peut donc faire de la cléistogamie. B. liliputana produit du nectar bien qu’aucun pollinisateur dans son milieu naturel n’ait été identifié pour le moment. Sa période de floraison se situe entre la fin du printemps et le milieu de l’été.Le fruit se déchire après quelques semaines.

### Interactions avec d'autres organismes
B. liliputana est parfois trouvé en dessous de l’ombre fournie par des Bromeliaceae touffus tels que des Abromeitiella, des Dyckia ou des Tillandsia. De plus, il est myrmécochore. En effet, les arilles des graines intéressent les fourmis qui peuvent facilement les emporter grâce à la surface poilue de la graine.

### Protection
B. liliputana est mentionné dans la législation internationale et est depuis 2010 dans la catégorie "Least Concern" (préoccupation mineure) de la Red List de l’IUCN (International Union for Conservation of Nature). Il n’est donc pas jugé en danger bien que sa population diminue par endroit en raison de collectionneurs qui viennent les récolter illégalement.
Ces collectes illégales représentent la menace principale pour la population de B. liliputana mais ne sont pas très importantes étant donné que les agrégats se situent généralement sur des pentes rocheuses abruptes et donc difficilement accessibles. Cette menace reste donc assez locale sur des petites populations par endroit et ne les touche pas toutes. L’espèce reste assez bien répartie.
Certains patchs de B. liliputana sont dans la Réserve provinciale « Quebrada de las Conchas » et dans le Parc naturel provincial « Valle Fértil » (à l’intérieur du Parc provincial "d'Ischigualasto"), des zones protégées d’Argentine,,.

## Horticulture

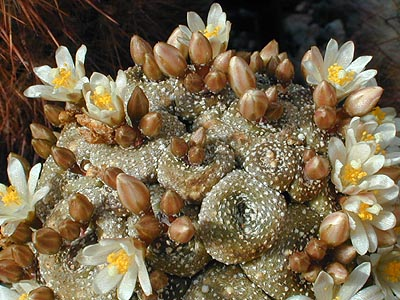
Touffe de Blossfeldia liliputana

### Méthode de culture
La culture est difficile car ce cactus est très sujet à la perte de racines.
En culture, il forme un tronc bosselé de quelques centimètres supportant de nombreuses touffes.

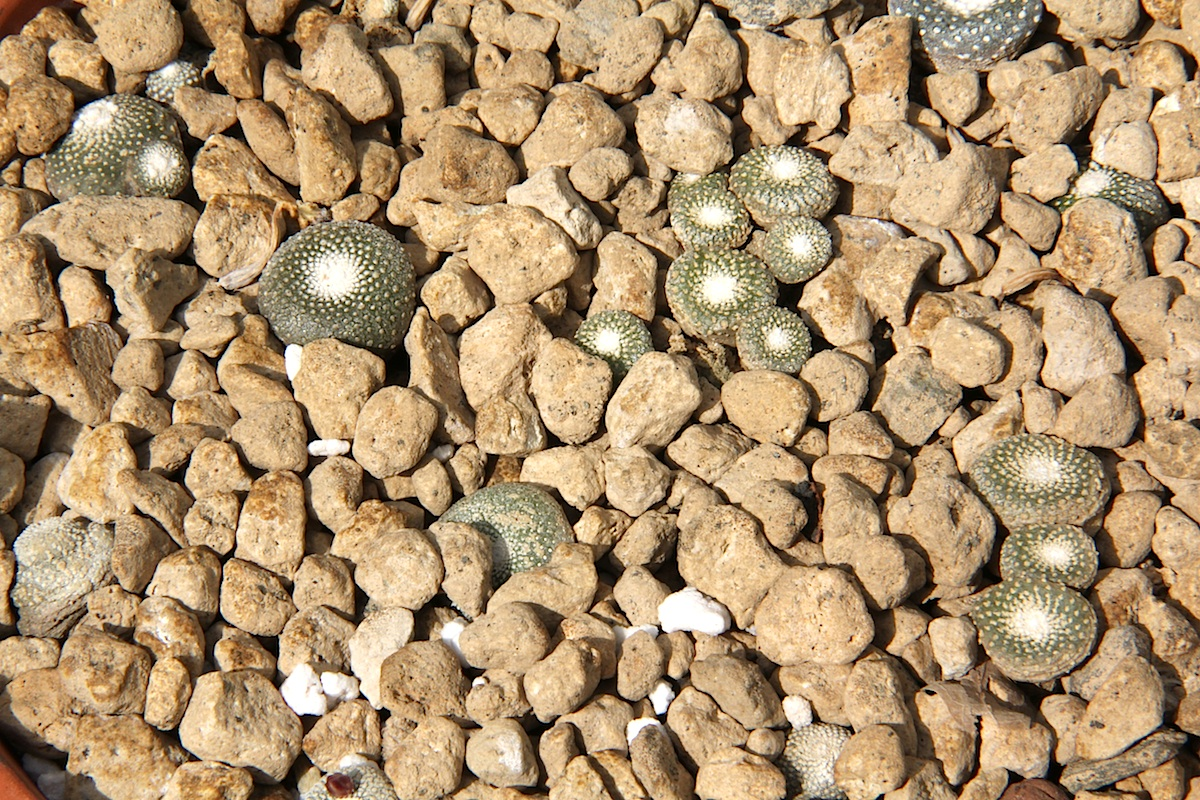
Semis de Blossfeldia liliputana

On a intérêt à le greffer, par exemple sur des Cereus car le faire pousser sur ses propres racines est rarement couronné de succès. De plus, sa vitesse de croissance, très faible s’il est sur ses propres racines, va nettement augmenter grâce à la greffe. Dans des conditions favorables, il forme des touffes de plusieurs dizaines de têtes assez rondes et très florifères, ce qui est assez différent de sa morphologie naturelle.
Un sol trop humide peut causer la pourriture des racines, surtout s’il fait froid. Un sol drainant et des arrosages bien espacés permet d’éviter ce problème. Si la plante est mouillée, elle risque des cicatrices de brûlures, une infection mycosique voire la mort en cas d’exposition au soleil.
Il est recommandé de renouveler son substrat tous les 2 à 4 ans. B. liliputana pousse mieux dans un endroit sans ensoleillement direct, s’il y a des courants d’air et un engrais avec une faible teneur en azote, ainsi qu’une température pas trop fraîche bien qu’il résiste jusqu’à −10 °C.

### Ennemis
Ses principaux nuisibles sont les cochenilles farineuses et des petites araignées qui tissent leur toile dessus.

## Aspects économiques

### Échanges
Le commerce est surtout national mais certains sont exportés à l’échelle internationale. Il est possible de trouver des graines sur de nombreux sites web mais l’origine est rarement mentionnée.

### Réglementation
Son commerce est régulé par la CITES (Convention on International Trade in Endangered Species of Wild Fauna and Flora). Il est dans l’Annexe II, ce qui signifie qu’il n’est pas jugé en voie d’extinction si son commerce est régulé. Il peut donc être exporté uniquement avec un permis. Selon le pays, il peut également y avoir besoin d’un permis d’importation mais pas imposé par la CITES. Ces permis sont attribués uniquement si les conditions dans lesquelles les plantes ont été récoltées ne nuisent pas à la survie de l’espèce.